# Джек і Джилл: Любов на валізах
«Джек і Джилл: Любов на валізах» (фр. Jusqu'à toi, також У пошуках очікуваного кохання) — романтичний французько-канадський фільм Дженніфер Деволдер.

## Сюжет
Двадцятишестирічна Хлоя живе одна в Парижі і працює у відеопрокаті. Все її оточення — це настирлива сусідка, дріб'язкова подруга по службі і люди, які беруть і здають диски ДВД. Таке життя явно не межа мрій Хлої. Американця Джека, якому близько тридцяти, перед самим польотом до Парижу кидає подружка, і він один прибуває в столицю Франції.
Хлоя випадково підбирає валізу Джека, яка дісталася йому від батька, і якою він дуже дорожить. Дівчина вмить закохується в його вміст і, відповідно, в його господаря. Хлоя ніколи не бачила Джека і нічого про нього не знає, але вона переконана, що це чоловік її мрії, що вони створені один для одного, і вона зробить все, щоб зустрітися з ним.

## У ролях
- Мелані Лоран — Хлоя
- Джастін Барта — Джек
- Валері Бенґіґі — Міріам
- Біллі Бойд — Руфус